# Abba transversa
Abba transversa – gatunek pająka z rodziny krzyżakowatych, jedyny z monotypowego rodzaju Abba.

## Taksonomia
Gatunek ten opisany został po raz pierwszy w 1912 roku przez Williama Josepha Rainbowa pod nazwą Araneus transversus. Jako miejsce typowe wskazano Blackall Ranges w australijskim Queenslandzie. W 2023 roku Pedro de S. Castanheira i Volker W. Framenau dokonali redeskrypcji gatunku i umieścili go w nowym, monotypowym rodzaju Abba. Nazwą rodzajową upamiętniono szwedzki zespół muzyczny ABBA.

## Morfologia
Pająki te osiągają od 3 do 3,5 mm długości w przypadku samców i od 4 do 4,5 mm długości w przypadku samic. Karapaks jest dłuższy niż szeroki, w zarysie gruszkowaty, ubarwiony zielono. Ośmioro oczu rozmieszczonych jest w dwóch szeregach. Oczy pary przednio-bocznej są największe i nieco wystają poza obrys karapaksu. Oczy pary tylno-środkowej leżą nieco bardziej z przodu niż tylno-bocznej, te z kolei leżą na wspólnych wzgórkach z oczami pary przednio-bocznej. Jamka karapaksu u obu płci jest poprzeczna. Szczękoczułki mają po trzy równych rozmiarów zęby na krawędziach tylnych i przednich. Niemal kwadratowe szczęki są żółte z ciemnymi brzegami przednimi. Warga dolna jest szersza niż dłuższa. Sternum jest dłuższe niż szerokie, zielono ubarwione. Kolejność par zielonych odnóży od najdłuższej do najkrótszej to: I, IV, II, III. U samca pierwsza para odnóży dysponuje około pięcioma silnymi makroskopowymi szczecinami prolateralnymi na goleniach. Opistosoma (odwłok) jest niewiele dłuższa niż szeroka, owalna w zarysie, nieco spłaszczona grzbietobrzusznie, pozbawiona guzków barkowych i sigilli. Wierzch jej jest beżowy do szarego z parą pośrodkowych ciemnych kropek i białym nalotem, spód zaś zielony.
Genitalia samicy mają płytkę płciową o zaokrąglonej podstawie, szerokim i silnie zeklerotyzowanym przedsionku z otworami kopulacyjnymi w tylnej części, długim jak przedsionek i zaopatrzonym w kieszonkę końcową trzonku oraz większych od przedsionka, w kształcie kulistych do jajowatych spermatekach. Samiec ma nogogłaszczki z dwoma szczecinkami na rzepce, podłużnym i hakowatym paracymbium, niemal kwadratowo szpatułkowatą apofizą medialną z zesklerotyzowanym i palcowatym wierzchołkiem, słabo wykształconym radix, szerszą niż dłuższą i zaokrągloną apofizą terminalną, błoniastym, wydłużonym i na szczycie lekko zakrzywionym konduktorem oraz grubym, silnie zesklerotyzowanym, u podstawy zakrzywionym embolusem.

## Ekologia i występowanie
Pająk rozmieszczony wzdłuż wschodnich wybrzeży Australii od północnego Queenslandu po południową Nową Południową Walię. Bytuje w piętrze runa i podszytu świetlistych lasów.